# Cantón de Cazals
El cantón de Cazals era una división administrativa francesa, que estaba situada en el departamento de Lot y la región de Mediodía-Pirineos.

## Composición
El cantón estaba formado por nueve comunas:
- Les Arques
- Cazals
- Frayssinet-le-Gélat
- Gindou
- Goujounac
- Marminiac
- Montcléra
- Pomarède
- Saint-Caprais

## Supresión del cantón de Cazals
En aplicación del Decreto n.º 2014-154 de 13 de febrero de 2014, el cantón de Cazals fue suprimido el 22 de marzo de 2015 y sus 9 comunas pasaron a formar parte; seis del nuevo cantón de Puy-l'Évêque y tres del nuevo cantón de Gourdon.